# Thorictus munganasti
Thorictus munganasti is een keversoort uit de familie spektorren (Dermestidae). De wetenschappelijke naam van de soort werd in 1908 gepubliceerd door Edmund Reitter.